# David Aaronovitch

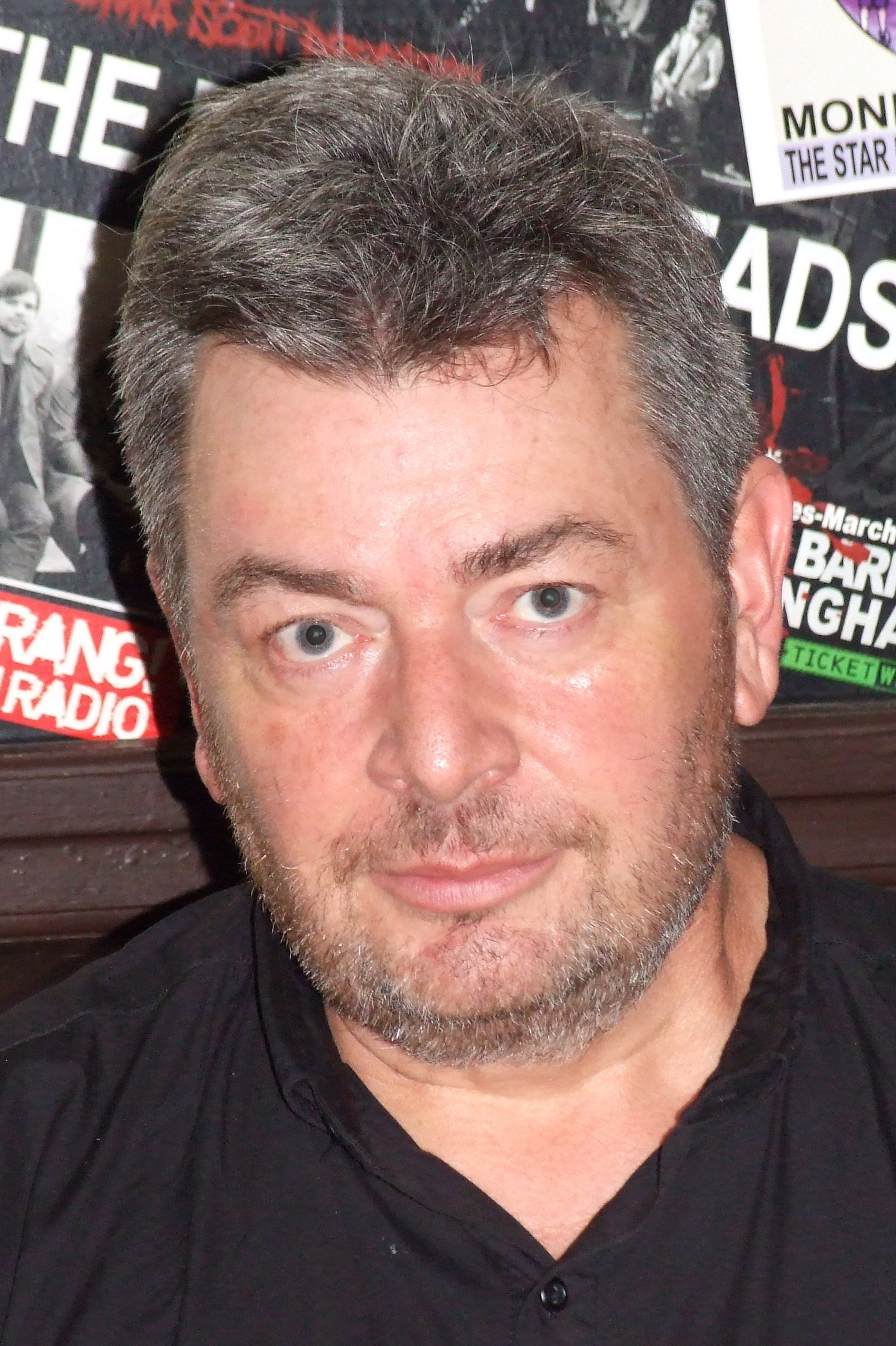
David Aaronovitch (2012)

David Aaronovitch (geboren 8. Juli 1954 in London) ist ein britischer Zeitungsjournalist.    

## Leben
David Aaronovitch ist der Sohn des britischen Ökonomen Sam Aaronovitch, einem Funktionär der Communist Party of Great Britain (CPGB). Seine Mutter ist Lavender Aaronovitch. Unter seinen Geschwistern sind der Schauspieler Owen Aaronovitch und der Schriftsteller Ben Aaronovitch. In seiner Jugend drehte sich das Familienleben um die Aktivitäten der Eltern in der CPGB.
David Aaronovitch besuchte eine Comprehensive School im Norden Londons und begann ein Geschichtsstudium am Balliol College in Oxford. Er wechselte an die Victoria University in Manchester und machte dort 1978 den Bachelor of Arts. Er war hochschulpolitisch aktiv und war von 1980 bis 1982 Vorsitzender der National Union of Students. 
Aaronovitch arbeitet seither freiberuflich als Journalist. 1987 verließ er die CPGB und rechnete 2002 mit dem Buch Arson, rape and bloody murder mit sich und der Partei ab. Er wurde ein bedingungsloser Unterstützer der Politik Tony Blairs. 
Aaronovitch moderierte ab 1988 bei BBC das politische Sonntagsmagazin On the Record. Seit 2005 ist er Kolumnist bei der London Times und schrieb dort über 600 Artikel (Stand 2016). 2016 veröffentlichte er eine Familien- und Parteibiografie.
Aaronovitch erhielt 2001 den Orwell Prize für politischen Journalismus. 

## Schriften (Auswahl)
- Paddling to Jerusalem: An Aquatic Tour of Our Small Country. London: Fourth Estate, 2000 ISBN 978-1-84115-540-1.
- Arson, rape and bloody murder. London: Fourth Estate, 2002.
- The end of the poisoned embrace, in: Simon Rogers (Hrsg.): The Hutton Inquiry and its impact. London: Politico's Guardian Books, 2004.
- Voodoo Histories: The Role of Conspiracy Theory in Shaping Modern History, London: Jonathan Cape, 2009, ISBN 978-0-224-07470-4.
- Karl Marx, Friedrich Engels: The communist manifesto. Einführung David Aaronovitch. London: Vintage Books, 2010.
- Party Animals: My Family and Other Communists. Jonathan Cape, 2016.

Filme
- No Excuses for Terror. 2006. [Dokumentation zum gegenwärtigen Antisemitismus in Europa].
- Blaming the Jews. [Dokumentation zum gegenwärtigen Antisemitismus in der arabischen Welt]
- God and the Politicians. 2005. [Dokumentation zum wachsenden Einfluss der Religion auf die Politik in Großbritannien]